# Fußball-Club Energie Cottbus 2021-2022
Questa voce raccoglie le informazioni riguardanti il Fußball-Club Energie Cottbus nelle competizioni ufficiali della stagione 2021-2022.

## Stagione
Nella stagione 2021-2022 l'Energie Cottbus, allenato da Claus-Dieter Wollitz, concluse il campionato di Regionalliga nordest al 3º posto.

## Rosa
| N. |                       | Ruolo | Calciatore           |
| -- | --------------------- | ----- | -------------------- |
| 1  | Germania (bandiera)   | P     | Toni Stahl           |
| 3  | Germania (bandiera)   | D     | Shawn Kauter         |
| 4  | Germania (bandiera)   | D     | Matthias Rahn        |
| 6  | Germania (bandiera)   | C     | Jonas Hofmann        |
| 7  | Germania (bandiera)   | A     | Max Kremer           |
| 8  | Germania (bandiera)   | C     | Joshua Putze         |
| 10 | Russia (bandiera)     | A     | Maximilian Pronichev |
| 11 | Germania (bandiera)   | A     | Nikos Zografakis     |
| 12 | Germania (bandiera)   | P     | Elias Bethke         |
| 14 | Germania (bandiera)   | D     | Tobias Hasse         |
| 16 | Montenegro (bandiera) | C     | Arnel Kujović        |
| 17 | Germania (bandiera)   | D     | Jonas Hildebrandt    |
| 18 | Germania (bandiera)   | A     | Erik Engelhardt      |
| 19 | Germania (bandiera)   | C     | Niklas Geisler       |
| 20 | Germania (bandiera)   | D     | Axel Borgmann        |

| N. |                     | Ruolo | Calciatore       |
| -- | ------------------- | ----- | ---------------- |
| 21 | Germania (bandiera) | D     | Tobias Eisenhuth |
| 22 | Germania (bandiera) | C     | Niclas Erlbeck   |
| 23 | Germania (bandiera) | A     | Malcolm Badu     |
| 24 | Germania (bandiera) | D     | Jan Koch         |
| 26 | Germania (bandiera) | D     | Jonas Böhmert    |
| 27 | Germania (bandiera) | C     | Janik Mäder      |
| 28 | Germania (bandiera) | D     | Joshua Bitter    |
| 29 | Germania (bandiera) | A     | Gian Luca Schulz |
| 30 | Germania (bandiera) | P     | Till Brinkmann   |
| 31 | Germania (bandiera) | P     | Corbinian Moye   |
| 32 | Germania (bandiera) | D     | Paul-Levi Wagner |
| 33 | Germania (bandiera) | A     | Theo Harz        |
| 35 | Germania (bandiera) | D     | Edgar Kaizer     |
| 36 | Germania (bandiera) | C     | Janis Juckel     |

## Organigramma societario
Area tecnica
- Allenatore: Claus-Dieter Wollitz
- Allenatore in seconda: Tim Kruse, Tobias Röder
- Preparatore dei portieri: Anton Wittmann
- Preparatori atletici:
- Analisi video: Tobias Röder

## Calciomercato

### Sessione estiva
| Acquisti | Acquisti             | Acquisti            | Acquisti |
| R.       | Nome                 | da                  | Modalità |
| -------- | -------------------- | ------------------- | -------- |
| A        | Gian Luca Schulz     | Hansa Rostock       |          |
| A        | Erik Engelhardt      | Hansa Rostock       |          |
| D        | Jonas Hildebrandt    | Rot-Weiss Essen     |          |
| D        | Shawn Kauter         | Berliner AK 07      |          |
| A        | Maximilian Pronichev | Rot-Weiss Essen     |          |
| C        | Joshua Putze         | Union Fürstenwalde  |          |
| C        | Janne Sietan         | Energie Cottbus U19 |          |

| Cessioni | Cessioni         | Cessioni             | Cessioni |
| R.       | Nome             | a                    | Modalità |
| -------- | ---------------- | -------------------- | -------- |
| C        | Janne Sietan     | Babelsberg           |          |
| D        | Marcel Hoppe     | Carl Zeiss Jena      |          |
| C        | Jeremy Postelt   | Union Fürstenwalde   |          |
| D        | Patrick Storb    | Heider               |          |
| A        | Felix Brügmann   | Altglienicke         |          |
| D        | Florian Brügmann | Chemie Lipsia        |          |
| C        | Felix Geisler    | VfB 1921 Krieschow   |          |
| C        | Rico Gladrow     | TeBe Berlino         |          |
| D        | Adrian Jarosch   | Union Fürstenwalde   |          |
| D        | Iven Löffler     | FC 1910 Lößnitz      |          |
| C        | Dominik Pelivan  | Chemnitz             |          |
| P        | Tim Stawecki     | Brandenburger SC Süd |          |
| A        | Nils Stettin     | Sportfreunde Lotte   |          |

## Risultati

### Regionalliga nordest

#### Girone di andata
| Arbitro: | Klemm |

|                |           |             |
| Engelhardt 50’ | Marcatori | 13’ Hellwig |

| Arbitro: | Allwardt |

|                          |           |                |
| Steinborn 12’ Bolyki 90’ | Marcatori | 54’ Engelhardt |

| Arbitro: | Schipke |

|            |           |  |
| Kremer 19’ | Marcatori |  |

| Arbitro: | Hempel |

|  |           |               |
|  | Marcatori | 69’ Eisenhuth |

| Arbitro: | Jessen |

|                                                        |           |  |
| Engelhardt 36’ Hildebrandt 42’, 58’ Putze 47’ Badu 75’ | Marcatori |  |

| Arbitro: | Wartmann |

|                 |           |                       |
| Çakmak 16’, 18’ | Marcatori | 5’ Pronichev 89’ Badu |

| Arbitro: | Kutscher |

|                                                                |           |           |
| Kremer 9’ Putze 14’ Pronichev 20’, 63’ Hasse 52’ Eisenhuth 85’ | Marcatori | 23’ Oduah |

| Arbitro: | Markhoff |

|  |           |                                        |
|  | Marcatori | 16’ Badu 27’ Engelhardt 51’ Zografakis |

| Arbitro: | Sather |

|  |           |                           |
|  | Marcatori | 40’, 74’ Skoda 56’ Zeiger |

| Arbitro: | Kohnert |

|           |           |                                   |
| Ziane 66’ | Marcatori | 26’, 77’ Pronichev 44’ Zografakis |

| Arbitro: | Lossius |

|            |           |          |
| Aigner 90’ | Marcatori | 76’ Badu |

| Arbitro: | Allwardt |

|                                                                                             |           |  |
| Borgmann 13’, 85’ Hildebrandt 19’ Zografakis 23’, 76’, 80’ Pronichev 58’, 69’ Eisenhuth 67’ | Marcatori |  |

| Halberstadt 1º ottobre 2021, ore 17:00 CEST 13ª giornata | Germania Halberstadt | 0 – 0 referto | Energie Cottbus | Friedensstadion (737 spett.)\| Arbitro: \| Bartnitzki \| |
| Arbitro:                                                 | Bartnitzki           |               |                 |                                                          |

| Arbitro: | Vierock |

|                                                |           |  |
| Geisler 26’ Hildebrandt 50’ (rig.) Erlbeck 82’ | Marcatori |  |

| Arbitro: | Näther |

|                         |           |               |
| Kascha 53’ Schultze 62’ | Marcatori | 64’ Pronichev |

| Arbitro: | Klemm |

|                        |           |  |
| Badu 55’ Pronichev 83’ | Marcatori |  |

| Arbitro: | Gaunitz |

|  |           |                                                  |
|  | Marcatori | 13’ Engelhardt 48’, 73’ Pronichev 49’ Zografakis |

| Arbitro: | Kohnert |

|                              |           |                          |
| Pronichev 27’ Zografakis 56’ | Marcatori | 21’ Winkler 53’ Abu-Alfa |

| Arbitro: | Ostrin |

|            |           |                          |
| Müller 90’ | Marcatori | 45’ Engelhardt 47’ Hasse |

#### Girone di ritorno
| Arbitro: | Jessen |

|                          |           |                                                     |
| Göth 56’ Rothenstein 59’ | Marcatori | 19’ Pronichev 25’ (rig.) Hildebrandt 87’ Engelhardt |

| Arbitro: | Albert |

|                |           |             |
| Engelhardt 58’ | Marcatori | 38’ Siebeck |

| Arbitro: | Markhoff |

|  |           |                                |
|  | Marcatori | 12’ Hildebrandt 19’ Engelhardt |

| Arbitro: | Klemm |

|  |           |            |
|  | Marcatori | 37’ Eisele |

| Arbitro: | Bartnitzki |

|  |           |                          |
|  | Marcatori | 59’ Engelhardt 72’ Mäder |

| Arbitro: | Lämmchen |

|                          |           |                                |
| Eisenhuth 50’ Juckel 62’ | Marcatori | 56’ (rig.), 90’ (rig.) Gladrow |

| Arbitro: | Vierock |

|                           |           |                       |
| Postelt 70’ Corstjens 90’ | Marcatori | 31’ Geisler 81’ Mäder |

| Arbitro: | Schipke |

|           |           |  |
| Putze 29’ | Marcatori |  |

| Arbitro: | Butterich |

|                                    |           |  |
| Derflinger 20’ Uzan 36’ Hüther 40’ | Marcatori |  |

| Arbitro: | Koslowski |

|               |           |            |
| Pronichev 42’ | Marcatori | 5’ Piplica |

| Arbitro: | Wien |

|  |           |              |
|  | Marcatori | 32’ Brügmann |

| Arbitro: | Strebinger |

|            |           |                |
| Möbius 90’ | Marcatori | 29’ Engelhardt |

| Arbitro: | Hempel |

|                                     |           |           |
| Zografakis 38’, 78’ Hildebrandt 66’ | Marcatori | 54’ Heike |

| Arbitro: | Bringmann |

|             |           |                                              |
| Förster 80’ | Marcatori | 66’ Borgmann 71’, 86’ Engelhardt 75’ Geisler |

| Arbitro: | Klemm |

|                                                    |           |  |
| Putze 13’ Engelhardt 31’, 66’ Badu 82’ Kujović 89’ | Marcatori |  |

| Arbitro: | Jessen |

|  |           |                          |
|  | Marcatori | 62’ Putze 70’ Engelhardt |

| Arbitro: | Allwardt |

|                                              |           |              |
| Engelhardt 17’, 41’ Mäder 25’ Zografakis 47’ | Marcatori | 18’ Reiniger |

| Arbitro: | Greif |

|               |           |           |
| Scherhant 87’ | Marcatori | 51’ Mäder |

| Arbitro: | Waegert |

|                                                       |           |           |
| Kujović 35’ Pronichev 43’ Engelhardt 45’ Borgmann 59’ | Marcatori | 30’ Jäpel |

## Statistiche

### Statistiche di squadra
| Competizione | Punti | In casa | In casa | In casa | In casa | In casa | In casa | In trasferta | In trasferta | In trasferta | In trasferta | In trasferta | In trasferta | Totale | Totale | Totale | Totale | Totale | Totale | DR  |
| Competizione | Punti | G       | V       | N       | P       | Gf      | Gs      | G            | V            | N            | P            | Gf           | Gs           | G      | V      | N      | P      | Gf     | Gs     | DR  |
| ------------ | ----- | ------- | ------- | ------- | ------- | ------- | ------- | ------------ | ------------ | ------------ | ------------ | ------------ | ------------ | ------ | ------ | ------ | ------ | ------ | ------ | --- |
| Regionalliga | 74    | 19      | 11      | 5       | 3       | 50      | 16      | 19           | 10           | 6            | 3            | 35           | 19           | 38     | 21     | 11     | 6      | 85     | 35     | +50 |
| Totale       | 74    | 19      | 11      | 5       | 3       | 50      | 16      | 19           | 10           | 6            | 3            | 35           | 19           | 38     | 21     | 11     | 6      | 85     | 35     | +50 |

### Andamento in campionato
| Giornata  | 1 | 2  | 3  | 4 | 5 | 6 | 7 | 8 | 9 | 10 | 11 | 12 | 13 | 14 | 15 | 16 | 17 | 18 | 19 | 20 | 21 | 22 | 23 | 24 | 25 | 26 | 27 | 28 | 29 | 30 | 31 | 32 | 33 | 34 | 35 | 36 | 37 | 38 |
| --------- | - | -- | -- | - | - | - | - | - | - | -- | -- | -- | -- | -- | -- | -- | -- | -- | -- | -- | -- | -- | -- | -- | -- | -- | -- | -- | -- | -- | -- | -- | -- | -- | -- | -- | -- | -- |
| Luogo     | C | T  | C  | T | C | T | C | T | C | T  | T  | C  | T  | C  | T  | C  | T  | C  | T  | T  | C  | T  | C  | T  | C  | T  | C  | T  | C  | C  | T  | C  | T  | C  | T  | C  | T  | C  |
| Risultato | N | P  | V  | V | V | N | V | V | P | V  | N  | V  | N  | V  | P  | V  | V  | N  | V  | V  | N  | V  | P  | V  | N  | N  | V  | P  | N  | P  | N  | V  | V  | V  | V  | V  | N  | V  |
| Posizione | 8 | 14 | 10 | 9 | 4 | 6 | 5 | 2 | 6 | 5  | 6  | 6  | 6  | 5  | 6  | 3  | 3  | 4  | 4  | 3  | 3  | 3  | 4  | 3  | 3  | 4  | 4  | 5  | 5  | 6  | 6  | 6  | 5  | 5  | 5  | 3  | 4  | 3  |

Legenda:

Luogo: C = Casa; T = Trasferta. Risultato: V = Vittoria; N = Pareggio; P = Sconfitta.

### Statistiche dei giocatori
| M. Badu        | 23 | 6  | 2 | 0 |
| E. Bethke      | 2  | 0  | 0 | 0 |
| J. Bitter      | 3  | 0  | 1 | 0 |
| A. Borgmann    | 34 | 4  | 7 | 0 |
| T. Brinkmann   | 2  | 0  | 0 | 0 |
| J. Böhmert     | 15 | 0  | 0 | 0 |
| T. Eisenhuth   | 38 | 4  | 4 | 0 |
| E. Engelhardt  | 34 | 19 | 7 | 0 |
| N. Erlbeck     | 23 | 1  | 9 | 1 |
| N. Geisler     | 30 | 3  | 2 | 0 |
| T. Harz        | 9  | 0  | 0 | 0 |
| T. Hasse       | 36 | 2  | 3 | 0 |
| J. Hildebrandt | 35 | 7  | 3 | 0 |
| J. Hofmann     | 29 | 0  | 9 | 0 |
| J. Juckel      | 6  | 1  | 0 | 0 |
| E. Kaizer      | 1  | 0  | 0 | 0 |
| S. Kauter      | 8  | 0  | 1 | 0 |
| J. Koch        | 9  | 0  | 2 | 0 |
| M. Kremer      | 21 | 2  | 1 | 0 |
| A. Kujović     | 30 | 2  | 2 | 1 |
| C. Moye        | 0  | 0  | 0 | 0 |
| J. Mäder       | 24 | 4  | 2 | 0 |
| M. Pronichev   | 36 | 15 | 9 | 0 |
| J. Putze       | 22 | 5  | 3 | 0 |
| M. Rahn        | 1  | 0  | 0 | 0 |
| G. Schulz      | 19 | 0  | 0 | 0 |
| T. Stahl       | 34 | 0  | 1 | 0 |
| P. Wagner      | 7  | 0  | 0 | 0 |
| N. Zografakis  | 32 | 10 | 2 | 0 |